# María Oktiabrskaia
María Vasílievna Oktiabrskaia (en ruso Мария Васильевна Октябрьская) (apellido de soltera Garagulia) (1905—1944), tanquista soviética, Heroína de la Unión Soviética. En los años de la Gran Guerra Patria financió con recursos propios la fabricación de un tanque T-34, el «Compañera de Armas» (Боевая подруга), y lo condujo en el frente.

## Biografía

### Primeros años
Nació el 16 de agosto de 1905 (según otras fuentes, el 8 de julio de 1902) en la aldea de Kiyat (actualmente Blízhneye, Raión de Krasnogvardéyskiy, Crimea, en una familia de campesinos. De etnia ucraniana.
La infancia y la juventud de María transcurrieron en Sebastopol. En 1921 se trasladó a Dzhankoy, donde terminó el 6.º curso, y posteriormente a Simferópol.
Sus padres fueron deskulakizados y desterrados en los años 30 a los Urales. Residieron en la aldea de Bayánovka, Óblast de Sverdlovsk.
Trabajó en una fábrica de conservas de Simferópol y como telefonista en la central telefónica de la ciudad. En 1925 se casó con el cadete de la escuela de caballería Ilyá Fedótovich Riadnenko. Ambos cónyuges tomaron el apellido de Oktiábrskiy. A causa de los cambios de destino de su marido, residió en diferentes localidades de Ucrania. Participó en los consejos femeninos de las unidades, completó cursos de ayuda médica y de conducción, y aprendió a tirar con ametralladora. Entre las mujeres de los comandantes era conocida por su buen gusto en el vestir, el acomodo de su hogar y su habilidad como artesana.
En verano de 1940, tras la anexión de Besarabia por la URSS, se trasladó con su marido, comisario del 134.º Regimiento de Obuses, a Chisináu, el nuevo emplazamiento de la unidad.

### Comienzo de la Gran Guerra Patria
Al día siguiente del estallido de la Gran Guerra Patria, el 23 de junio de 1941, M. V. Oktiábrskaya fue evacuada junto a su hermana y otros familiares de comandantes rojos, y en agosto llegó a Tomsk, donde trabajó de telefonista en una academia de artillería evacuada desde Leningrado.
A comienzos del verano de 1941 le llega la notificación de fallecimiento de su marido. En ella se informaba de que «el comisario de regimiento Iliá Fedótovich Oktiábrski había caído como un valiente el 9 de agosto de 1941 en los combates por Ucrania». El comisario militar de la 206.ª División de Tiradores I. F. Oktiábrski había sido abatido por una ráfaga de ametralladora cuando llevaba a sus combatientes al ataque en un combate cerca de Kíev. Al conocer la muerte de su marido, María Vasílievna se dirigió al centro de reclutamiento para pedir que se la envíe al frente pero sufrió varios rechazos a causa de su enfermedad (tuberculosis de la columna cervical) y su edad (36 años).
Entonces decidió intentarlo por otro lado. En aquel momento la URSS estaba recogiendo aportaciones populares para la defensa del país. María y su hermana vendieron todas sus propiedades y objetos de valor y durante varios meses se dedicaron al bordado, tras lo cual consiguieron reunir 50 mil rublos para la fabricación de un tanque T-34. A continuación envió al Kremlin el siguiente telegrama:

Kremlin, Moscú.

A la atención del Presidente del Comité Estatal de Defensa y del Comandante Supremo.

¡Querido Iosif Vissariónovich!

Mi marido, el comisario de regimiento Oktiábrskiy Ilyá Fedótovich, ha muerto en los combates por la Patria. Por su muerte, por la muerte de todos los soviéticos torturados por la barbarie fascista, deseo vengarme de los perros fascistas para lo cual ingreso en el banco público todos mis ahorros personales (50.000 rublos) para la fabricación de un tanque. Solicito que el tanque se llame «Compañera de Armas» y yo sea destinada al frente como su conductora. Tengo formación de conductora, manejo de forma excelente la ametralladora y he sido nombrada Tiradora de Voroshílov.

Le mando un cálido saludo y le deseo salud por muchos, muchos años, para mayor terror de nuestros enemigos y mayor gloria de nuestra Patria.

OKTIÁBRSKAYA María Vasílievna. 
 calle Belínskovo, 31, Tomsk

A lo que Stalin contestó::

calle Belínskovo, 31, Tomsk

A la atención de la camarada OKTIÁBRSKAYA María Vasílyevna

Le agradezco, María Vasílievna, su apoyo a las tropas de tanques del Ejército Rojo.

Se hará como usted desea.

Reciba mi saludo.

I. STALIN

### Conductora de tanque
El 3 de mayo de 1943 empezó su formación como tanquista en la Academia de Tanquistas de Omsk y se convirtió en la primera mujer conductora de tanques del país. En octubre de 1943 ya estaba combatiendo con su tanque en el Frente Oeste. La primera tripulación del «Compañera de Armas» estaba compuesta por el comandante de la Guardia subteniente Piotr Chebotkó, el tirador de torreta de la Guardia sargento Guennádiy Yaskó, el tirador y operador de radio Mijaíl Galkin y la conductora de tanque del 2.º Batallón de la 26.ª Brigada del 2.º Cuerpo de Tanques de la Guardia Soviética sargento María Oktiábrskaya.
El 18 de noviembre de 1943, en los combates por la aldea Nóvoye Seló, Raión de Liozna, Óblast de Vítebsk, el tanque «Compañera de Armas» fue el primero en romper las filas del enemigo logrando destruir un cañón antitanques y eliminar a unos 30 soldados y oficiales alemanes. El tanque sufrió daños. Pese a encontrarse herida, M. V. Oktiábrskaya permaneció dos días más en el tanque sitiado bajo fuego enemigo hasta su evacuación y remisión a la sección médico-sanitaria. El comandante del batallón de tanques animaba a los demás combatientes a seguir su ejemplo: «Combatid como lo hacen los tanquistas del "Compañera de Armas". Solo en el día de hoy la tripulación de esa gloriosa máquina ha acabado con todo un pelotón de criminales hitlerianos.».

### El último combate
El 18 de enero de 1944, en un combate en la zona de la estación de Krynki, Óblast de Vítebsk, M. V. Oktiábrskaya aplastó con su tanque tres nidos de ametralladora y hasta 20 soldados y oficiales enemigos. Un proyectil destrozó la rueda de transmisión delantera izquierda del "Compañera de Armas". La conductora Oktiábrskaya procedió a la reparación bajo fuego enemigo pero el fragmento de una mina que explotó en sus proximidades la hirió en un ojo.

¡Hola, mamá María Vasílievna! Le deseamos una pronta recuperación. Creemos firmemente que nuestra «Compañera de Armas» llegará hasta Berlín. Nos vengaremos sin piedad del enemigo por su herida. En una hora marchamos al combate. Abrazos de todos. Un saludo de nuestra "Compañera de Armas".

De las cartas de sus camaradas.

En el hospital de campaña nº 478 fue operada y posteriormente trasladada por aire al hospital del frente situado en Smolensk. Su estado de salud empeoró, dado que el fragmento de la mina le había atravesado el ojo y llegado hasta el cerebro. En el hospital fue visitada por el miembro del consejo militar del frente Lev Mejlis que ordenó su traslado a Moscú. El último en visitarla fue el mayor Tópok que le hizo entrega de la Orden de la Guerra Patria de I grado, al tiempo que le traía regalos y cartas de sus camaradas.
El 15 de marzo de 1944 María Vasílievna Oktiábrskaya falleció en el hospital del frente de Smolensk. En esa misma ciudad fue enterrada con honores militares en el paseo de la Memoria de los Héroes.
El 2 de agosto de 1944 se concedió a título póstumo a M. V. Oktiábrskaya el título de Héroe de la Unión Soviética. El dictamen de la hoja de condecoración, firmado por el comandante de la 26.ª Brigada de Tanques de la Guardia coronel Stepán Nésterov, decía: «En el transcurso de las operaciones de combate y en el período de formación de la brigada, la camarada Oktiábrskaya cuidó y demostró amor por su máquina de guerra. Su tanque nunca tuvo paradas forzosas o averías. La camarada Oktiábrskaya se vengó de los fascistas por la muerte de su marido con el tanque adquirido por cuenta propia. La camarada Oktiábrskaya ha sido una guerrera audaz e intrépida.».

## Familia
Sus padres fueron expropiados y desterrados en los años 30 a los Urales donde residieron en el poblado de Bayánovka, Óblast de Sverdlovsk. En su familia de campesinos ucranianos eran en total 10 hijos. Vivían austeramente. Se conocen las identidades de su hermano menor, Garagulia Yefrem Vasílyevich (1912—1997), y la de su hermana menor, Schólkova Yevdókiya Yákovlevna.
Conoció a su marido Ilyá Fedótovich Riadnenko (1900-1941) en Simferópol. En 1925 se casaron y tomaron el apellido de Oktiábrskiy. Él intervendría en la Guerra Ruso-finesa en 1939-40, en la anexión de Besarabia por la URSS (1940) y en la Gran Guerra Patria. Comisario militar de regimiento de la 206.ª División de Tiradores, I. F. Oktiábrskiy murió en combate el 9 de agosto de 1941 en las proximidades de Kíev, en la zona de la dacha del Consejo de Comisarios del Pueblo, cerca de la estación de Kíev-Volýnskiy).
Su nieto segundo, Serguey Aleksándrovich Serov, es el autor de la biografía de M. V. Oktiábrskaya en el portal Héroes del País.

## Condecoraciones y títulos
- Héroe de la Unión Soviética (2 de agosto de 1944, a título póstumo)
- Orden de Lenin (2 de agosto de 1944, a título póstumo)
- Orden de la Gran Guerra Patria de I grado (1 de febrero de 1944)

## Memoria

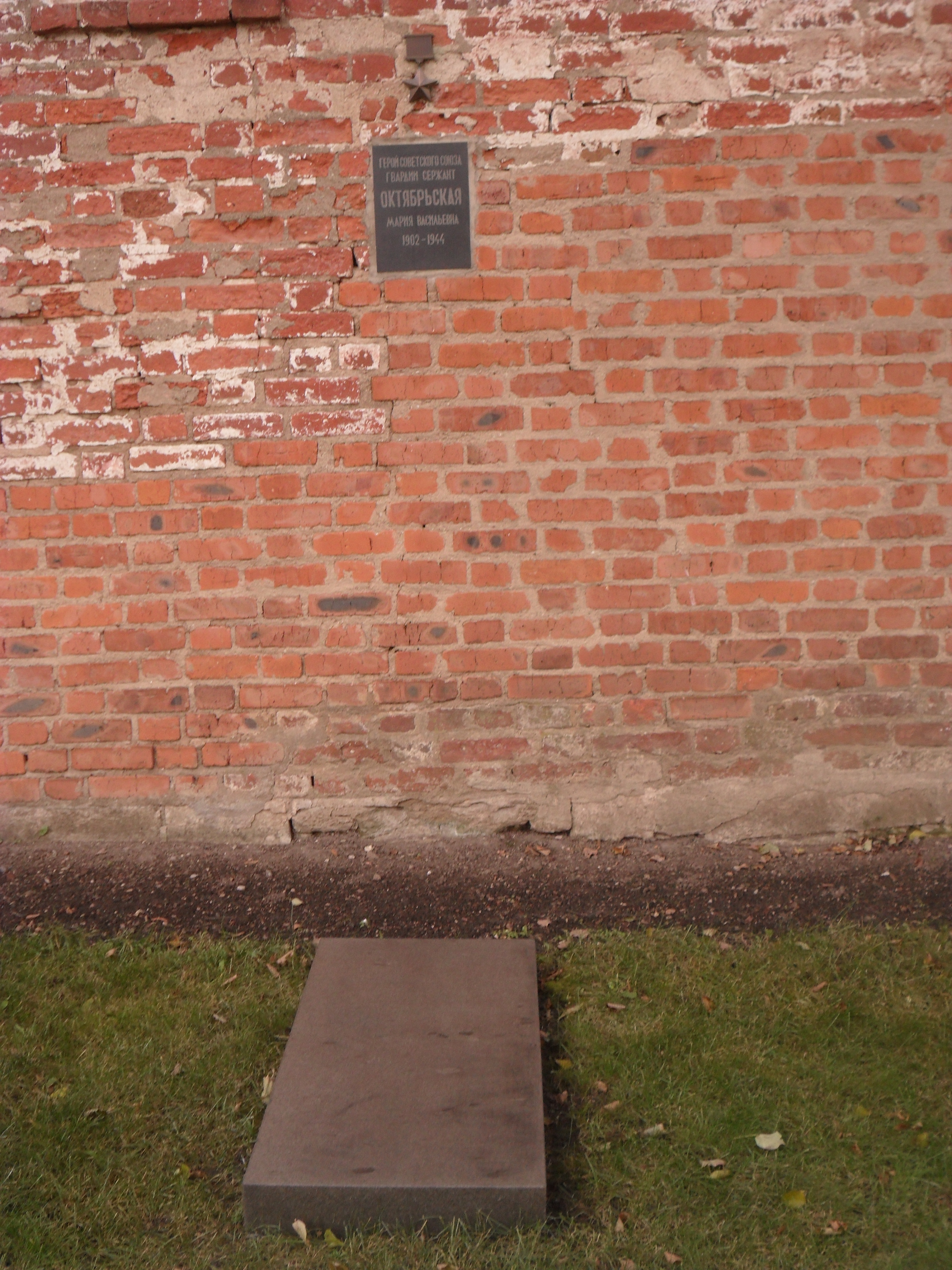
Tumba de la Heroína de la Unión Soviética María Oktiábrskaya en Smolensk

En memoria de María Vasílievna Oktiábrskaya el colegio nº 24 de Tomsk (calle Beloziórskaya, 12/1) lleva su nombre. En la entrada del centro ha sido colocado un monumento obra del escultor Serguey Danilin y el museo de la escuela conserva las pocas reliquias y materiales que se conservan de la valerosa mujer. El texto de la placa de homenaje reza: «En este lugar se encontraba la casa en la que de 1941 a 1943 residió María Oktiábrskaya, Heroína de la Unión Soviética, sargento, conductora del tanque "Compañera de Armas" fabricado con sus propios ahorros. Cayó en los combates por la Patria en 1944».
En Smolensk, Dzhankoy y Liozno existen calles que llevan su nombre. Asimismo, en la estación de ferrocarril de Krynki, Óblast de Vítebsk, lugar de su último combate, se ha instalado un monumento con una inscripción que dice: «Aquí, en enero de 1944, la gloriosa patriota soviética, Heroína de la Unión Soviética, tanquista María Vasílievna Oktiábrskaya, destrozó con arrojo al enemigo con el tanque "Compañera de Armas" y encontró la muerte de los valientes en el combate con los invasores fascistas».
En marzo, el mes de la mujer en Rusia según la tradición, el museo-complejo conmemorativo «Historia del Tanque T-34» celebra la pequeña exposición anual «Mujeres y tanques», parte de la cual está dedicada a M. V. Oktiábrskaya. La escultora ucraniana Oksana Suprún ha creado un retrato escultórico de Oktiábrskaya. Un coro femenino de veteranas de la Gran Guerra Patria de Smolensk lleva el nombre de "Compañera de Armas".
Su nombre de halla inscrito de forma permanente en las listas de su unidad.

## El tanque «Compañera de Armas»
Junto a su brigada, el tanque «Compañera de Armas» llegó hasta Königsberg. Tanques con ese nombre fueron abatidos en tres ocasiones pero los tanquistas volvían a poner el nombre de «Compañera de Armas» a nuevos tanques en memoria de la «mamá», como llamaban a María Oktiábrskaya. El segundo tanque fue enviado a reparación tras la liberación de Minsk y se recibió una nueva máquina que también fue bautizada con el nombre de «Compañera de Armas». El tercer tanque fue destruido en las proximidades de la ciudad prusiana de Gumbinnen. El itinerario bélico de la cuarta «Compañera de Armas» y la tripulación comandada por P. I. Chebotkó terminó en Königsberg..
También existieron otros tanques con el mismo nombre. Así, el colectivo de mujeres de la fábrica de pasta y pan de Sverdlovsk compró con sus ahorros un T-34 y le puso también «Compañera de Armas». Las mujeres entregaron su tanque directamente en la explanada de la fábrica al teniente K. I. Bayda de la 93.ª Brigada de Tanques con las palabras: «Golpead al denostado enemigo». El tanque intervino en numerosas batallas antes de arder, en otoño de 1943, en la batalla de Kursk. Sin embargo, la tripulación sobrevivió y las trabajadoras volvieron a reunir el dinero para comprarles otro tanque. Le volvieron a poner «Compañera de Armas» y se lo hicieron llegar al comandante de la tripulación K. I. Bayda que recorrió con él, combate tras combate, todo el margen derecho de Ucrania. Así, el 20-21 de julio de 1944, en la batalla de Lvov, su tripulación acabó con 11 tanques y hasta dos batallones de infantería enemiga. El 30 de julio de 1944 el tanque fue alcanzado cerca de la población de Lutovisko en los Cárpatos y el comandante del tanque K. I. Bayda murió. Tras la guerra, la tradición de llamar «Compañera de Armas» a los tanques continuó en el 68.º Regimiento de Tanques de la Guardia.

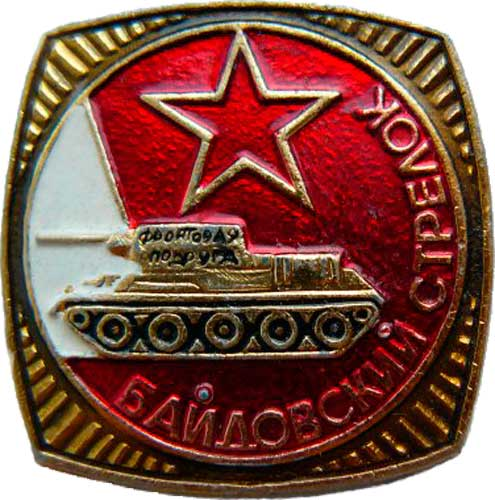
Distinción del francotirador tanquista «Tirador de Bayda» con la inscripción «Compañera de Frente» en la torreta del tanque.

## Otras mujeres tanquistas
La sargento de Guardia Oktiábrskaya no fue la única mujer tanquista de Rusia que intervino en la Gran Guerra Patria. Así, por ejemplo, en Moscú es conocida la combatiente tanquista coronel Ludmila Kalínina. Samara también tiene su mujer tanquista: la conductora de T-34 Aleksandra Raschúpkina. En total, las tropas de tanques contaron con menos de 20 mujeres tanquistas que intervinieron en la Gran Guerra Patria. Solo tres de ellas se habían formado en academias de tanquistas. La ex instructora sanitaria Irina Levchenko terminó en 1943 un curso intensivo de la Academia de Tanquistas de Stalingrado, sirvió como oficial de comunicación en la 41.ª Brigada de Tanques de la Guardia Soviética y comandó un grupo de tanques ligeros. La subteniente técnico Aleksandra Boiko se licenció en 1943 por la Academia de Tanquistas de Cheliábinsk y combatió con un tanque pesado IS-2. La hija de Serguéi Kírov, capitán de Guardia Yevguéniya Kóstrikova, tras terminar la Academia de Tanquistas de Kazán, comandó un pelotón de tanques y, a finales de la guerra, una compañía.

## Documentales
- «Дороже золота. Герои Советского Союза. Часть № 1.» Rusia, 2007-2008. Студия «Крылья России».
- «Героями не рождаются. История звания. Фильм 1.» Rusia, 2006. Студия «Крылья России».

## Enlaces
- Октябрьская, Мария Васильевна en el portal Héroes del País.
- Biografía de María Vasílievna Oktiábrskaya y material fotográfico.
- Бортаковский Т. В. (2005). «Октябрьская Мария Васильевна». Культурное наследие земли Смоленской. Archivado desde el original el 13 de enero de 2015. Consultado el 11 de junio de 2014.
- Exposición «Mujeres y tanques» en el museo Historia del Tanque T-34.
- Ольга Алдонина, Ольга Балахнина (14 de abril de 2010). «Военная история женщины и её танка «Боевая подруга»». РИА Новости. Consultado el 7 de julio de 2014.
- Capítulo de la serie documental «Más valioso que el oro» dedicado a María Oktiábrskaya en YouTube.

- Datos: Q1964696
- Multimedia: Mariya Oktyabrskaya / Q1964696